# Campus de Tréfilerie
En plein centre de la ville de Saint-Étienne, le campus Tréfilerie est un campus de l'université Jean Monnet Saint-Étienne. 
Il est composé des services centraux de l'université, des services universitaires et des facultés d'arts, lettres, et langues (ALL), de droit, de sciences humaines et sociales (SHS) et de l'Institut d'Administration des Entreprises (IAE).

## Les sites

### Site Tréfilerie
- Maison de l'université (Présidence, services administratifs centraux, services universitaires, service des sports). 10, rue Tréfilerie.

- Bibliothèque universitaire avec collections arts, lettres, langues, droit, science politique, sciences humaines, économiques, et sociales.
- Centres de recherche
- Faculté d’Arts, Lettres et Langues (ALL) avec les départements d'études anglophones, d'allemand, d'espagnol-portugais-catalan, d'italien, de langues étrangères appliquées, de français langue étrangère (FLE), de lettres, et de musicologie. (Bâtiment G)
- Faculté de droit.
- Faculté de Sciences Humaines et Sociales (SHS) avec les départements de géographie, d'histoire, de patrimoine, de sociologie, de sciences de l'éducation et d'information-communication.
- Institut d'Administration des Entreprises (IAE)
- Restaurant universitaire et cafétéria.

### SiteDenis Papin
- Service Universitaire de la Formation Continue (SUFC)
- Centre International de Langues et Civilisations (CILEC)
- Départements d'Arts Plastiques, Lettres, Langues, Design (faculté ALL)
- L'Université Pour Tous (UPT)

### Site "77 Michelet"
- Département d'études politiques territoriales (DEPT)
- Saint-Étienne School of Economics (SE²)